# Beu-tse
Der Beu-tse ist ein Berg im autonomen Gebiet Tibet.
Der Berg liegt 68 km westnordwestlich von Lhasa sowie 16 km südlich von Yangbajain. Er bildet mit 6270 m die höchste Erhebung einer Gebirgsgruppe, die im Norden und Westen vom Yangbajain-Tal, im Süden vom Yarlung Tsangpo sowie im Osten vom Flusstal des Doilung Qu abgegrenzt wird. Der Berg besitzt zwei pyramidenförmige Gipfel, zwischen welchen ein Hängegletscher nach Süden strömt. Unweit des Yangpachen-Klosters kann man den Berg erblicken.

## Besteigungsgeschichte
Die Erstbesteigung gelang am 21. September 2003 John Town, Derek Buckle, Martin Scott und Alasdair Scott – Mitglieder einer britischen Expedition – über die Nordwestwand.